# Antonio Rodríguez de Hita
Antonio Rodríguez de Hita (Valverde de Alcalá, h. 18 de enero de 1722-Madrid, 21 de febrero de 1787) fue un tratadista musical, maestro de capilla y compositor español de música religiosa y de música teatral, y uno de los iniciadores de la zarzuela española.

## Biografía
Hijo del maestro de niños Marcos Rodríguez del Mercado, Antonio Rodríguez de Hita nació en la ciudad de Valverde de Alcalá el 18 de enero de 1722. Estudió en el Colegio de Seises de la Iglesia Magistral de Alcalá de Henares, donde aprendió el idioma latín, solfeo, canto llano, órgano y composición musical.
En agosto de 1738 consiguió el puesto de segundo organista en la propia Iglesia Magistral. Al mes aplica y es nombrado maestro de capilla. Posteriormente, comenzó la carrera eclesiástica. 
Su primera obra conocida data de 1740 y consiste en Vísperas a dos coros escritas en la tradición del estilo antiguo.
En agosto de 1744 accede por oposición a maestro de capilla de la catedral de Palencia. 
En 1747 es ordenado presbítero y permanece en Palencia.
En 1765, tras el fallecimiento del maestro de capilla del Real Monasterio de la Encarnación, José Mir y Lusa, es nombrado su sustituto y debe trasladarse a Madrid.
Hasta ese momento, la producción de música religiosa llegó aproximadamente a 250 obras que constituirán el grueso de su producción.
Sólo tres años después de su llegada a Madrid se inicia como compositor de música teatral en asociación con el dramaturgo Ramón de la Cruz, con quien creó una verdadera zarzuela nacional. 
La primera obra de esta colaboración es Briseida (1768), con argumento de tradición postcalderoniana y gran éxito. Le sigue Las segadoras de Vallecas, donde ya introduce elementos cómicos, populares, castizos y costumbristas. 
En 1769 escribe Las labradoras de Murcia, también de temática costumbrista y al año siguiente Scipión en Cartagena, en donde vuelve a los temas históricos. Sin embargo, la falta de éxito de esta última obra lo lleva a abandonar el género y retornar a la composición de música sacra.
En 1777, poseedor de un gran reconocimiento en la sociedad, escribe Noticia del gusto español en la música según está en el día, un informe sobre el estado de la música en la España de la época y reivindica la creación de una Academia de la Música que promueva la enseñanza musical al estilo de otras academias como la de Bellas Artes. 
Falleció en Madrid el 21 de febrero de 1787 a los 65 años de edad. 
Rodríguez de Hita fue maestro del poeta y músico Tomás de Iriarte.

## Obras

### Tratados musicales
- Diapasón instructivo[1] (1757)

### Religiosas
- Canciones instrumentales (Escala diatónico-chromático-enharmónica) (1751)
- Completas (1751)
- Salmos a 8 voces Credidi (1756) y Laudate Dominum (1759)
- Misa Exsultavit ut gigas (1758)
- Villancicos Venid, escuchad, prestad atención (1746), Ha de este trono (1757), Esferas, qué es esto (1763) y Alegres las campanas (1764)
- Villancicos Venid al portal y Oye, pues, divino amor (1776); Para quién es, gitanillas, el panderillo (1780); En fieros huracanes (1770); Alto alorbe, (1777); Dadme consuelo, (1775) y Oh Admirable (1780)
- Misas O gloriosa virginum (1771); Pange lingua (1772); Jesu corona virginum (1774); Misa de difuntos (1778)

### Teatrales
- El chasco del cortejo, tonadilla a solo (1768, Madrid, Teatro del Príncipe)
- Briseida (con Ramón de la Cruz), zarzuela heroica, 2 actos (11 de julio de 1768, Madrid, Teatro del Príncipe)
- Las segadoras de Vallecas (con Ramón de la Cruz), zarzuela burlesca (3 de septiembre de 1768, Madrid, Teatro del Príncipe)
- Las labradoras de Murcia (con Ramón de la Cruz), zarzuela burlesca, 2 actos (16 de septiembre de 1769, Madrid, Teatro del Príncipe)
- Hormesinda (con Nicolás Fernández de Moratín), tragedia, 5 actos (12 de febrero de 1770, Madrid, Teatro del Príncipe)
- Scipión en Cartagena (con Agustín Cordero), zarzuela heroica, 2 actos (15 de julio de 1770, Madrid, Teatro del Príncipe)
- El loco, vano y valiente, zarzuela, 2 actos (31 de marzo de 1771, Madrid, Teatro del Príncipe), (al menos 1 Aria en el acto II)
- La república de las mujeres (con Ramón de la Cruz de Las Amazonas modernas de Marc-Antoine Legrand/Louis Fuzelier), sainete (4 de octubre de 1772, Madrid, Teatro del Príncipe)

## Reconocimiento

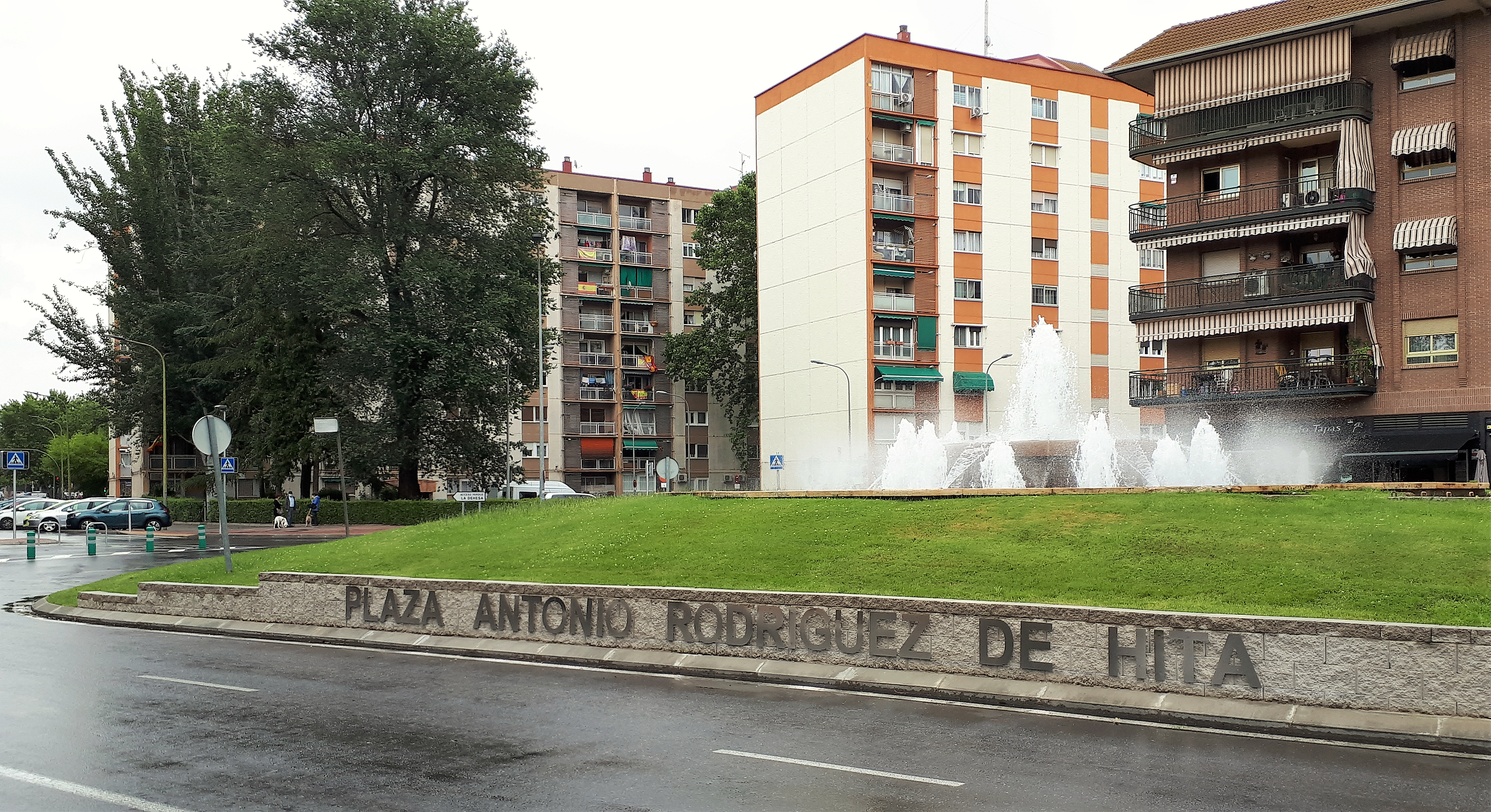
Plaza Antonio Rodríguez de Hita en Alcalá de Henares.

En Alcalá de Henares tiene dedicada una plaza.